# Léo Moura
Leonardo da Silva Moura (Niterói, 23 de outubro de 1978), mais conhecido como Léo Moura, é um ex-futebolista brasileiro que atuava como lateral-direito.
Eleito por quatro vezes seguidas o melhor lateral-direito do Campeonato Brasileiro, fez história com a camisa do Flamengo, clube pelo qual atuou durante 10 anos. Também teve passagens pelos outros três grandes clubes do Rio de Janeiro, além de outras grandes equipes, como Palmeiras, São Paulo e Grêmio.
Atualmente, mantém uma ONG chamada Instituto Leo Moura, que atua no Rio de Janeiro e em Macapá. Em janeiro de 2022, foi revelada a destinação de R$41,6 milhões do orçamento secreto para sua ONG, maior valor dentro da Secretaria Especial do Esporte do governo federal. A destinação ocorreu após atuação do deputado Luiz Lima e do senador Davi Alcolumbre.

## Carreira

### Início
Começou sua carreira jogando nas categorias de base do Botafogo e por empréstimo foi para as categorias de base do Linhares, do Espírito Santo, quando ainda atuava como meio-campista.

### Germinal Beer e ADO Den Haag
Contudo, antes de se profissionalizar pelo Botafogo, acabou sendo negociado com o Germinal Beer, da Bélgica. 
Uma temporada mais tarde, ou seja, em 2000, seguiu para o ADO Den Haag, time holandês, no qual teve sua primeira experiência como ala.

### Retorno ao Botafogo
Já no segundo semestre de 2001, retornou ao Botafogo para a disputa do Campeonato Brasileiro daquele ano, vindo ocupar uma vaga no meio-campo. Contudo, uma lesão, próximo a sua estreia fez com que ele perdesse sua posição no time e, com isso, no decorrer do campeonato, acabou retornando à equipe titular, jogando na lateral-direita.
Seu bom desempenho, como lateral, enfim parecia ter resolvido o problema do Fogão naquela posição, carente de um bom jogador desde que César Prates havia deixado de jogar pelo clube em 1999. 

### Vasco da Gama e Palmeiras
Todavia, no ano seguinte, Leo Moura surpreendeu a todos, quando não renovou seu contrato com o Botafogo e transferiu-se para o Vasco da Gama.
No Vasco, entrosou-se perfeitamente com a dupla de atacantes, formada por Romário e Euller, contudo, apesar de seu ótimo rendimento no time, em meados de 2002, decidiu trocar o Vasco pelo Palmeiras. Mais tarde, o próprio Leo Moura viria a confessar ter se arrependido desta transferência, que o havia colocado na fatídica equipe palmeirense rebaixada para a Série B.

### São Paulo e Fluminense
Em 2003, foi parar no São Paulo e, como já havia um outro Leonardo neste time, foi a partir desta época que passou a ser chamado de Leonardo Moura. Pouco aproveitado no São Paulo, após atuações decepcionantes, Leo Moura retornou ao futebol carioca, quando voltou a atuar ao lado de Romário. Desta vez, porém, os dois vestiam a camisa do Fluminense.
No Tricolor Carioca, ele deu a volta por cima e, após excelentes atuações, acabou virando o xodó da torcida. Em seguida, Leo teve uma rápida passagem pelo Braga, de Portugal, antes de acertar seu contrato com o Flamengo.

### Flamengo

#### Primeiros anos
Após passagem pelo Braga, Leo Moura, em meados de 2005, chegou ao Fla. Logo garantiu a sua titularidade, vindo a ganhar o status de ídolo nos anos seguintes, participando ativamente de  títulos, destacando-se a Copa do Brasil de 2006, o Brasileirão de 2009 e a Copa do Brasil de 2013.
O lateral-direito conquistou aos 28 anos o primeiro título profissional de sua carreira: a Copa do Brasil de 2006. Foi uma coroação para o bom trabalho feito no ano anterior. Em 2007, 2008 e 2009 foi um dos principais personagens da conquista do tricampeonato estadual, sempre marcando em várias ocasiões.
No ano de 2007, ele era cotado como uma dos principais esperança do time na Copa Libertadores da América, mas o time foi eliminado ainda nas oitavas de final. Pelo Brasileirão, ele foi fundamental na arrancada do Flamengo, que saiu da zona do rebaixamento e findou em terceiro lugar, garantindo a vaga da Libertadores no ano seguinte.[carece de fontes?]
Em 2008, o Flamengo foi novamente eliminado nas oitavas de final da Libertadores e não conseguiu se classificar para a edição do ano seguinte, terminado o Campeonato Brasileiro em quinto lugar, apesar das boas atuações do lateral. 
Pelo Brasileirão de 2009, teve grandes atuações e foi um dos pilares da conquista do título brasileiro, escrevendo seu nome na história do clube.

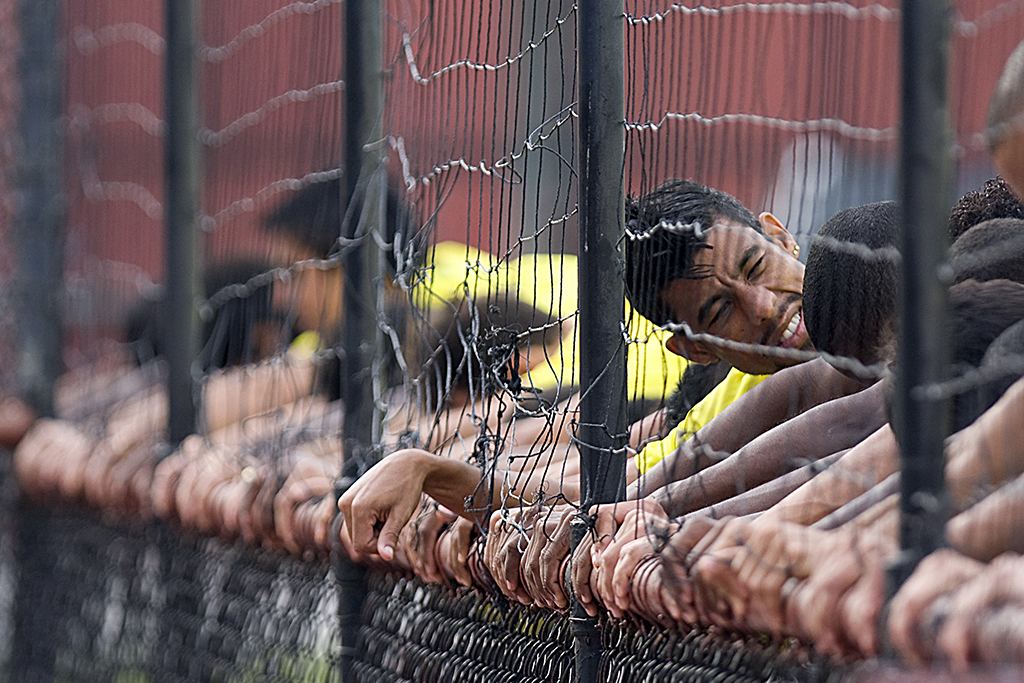
Leo Moura em treinamento pelo Flamengo, em 2009.

#### Temporadas de 2010 e 2011

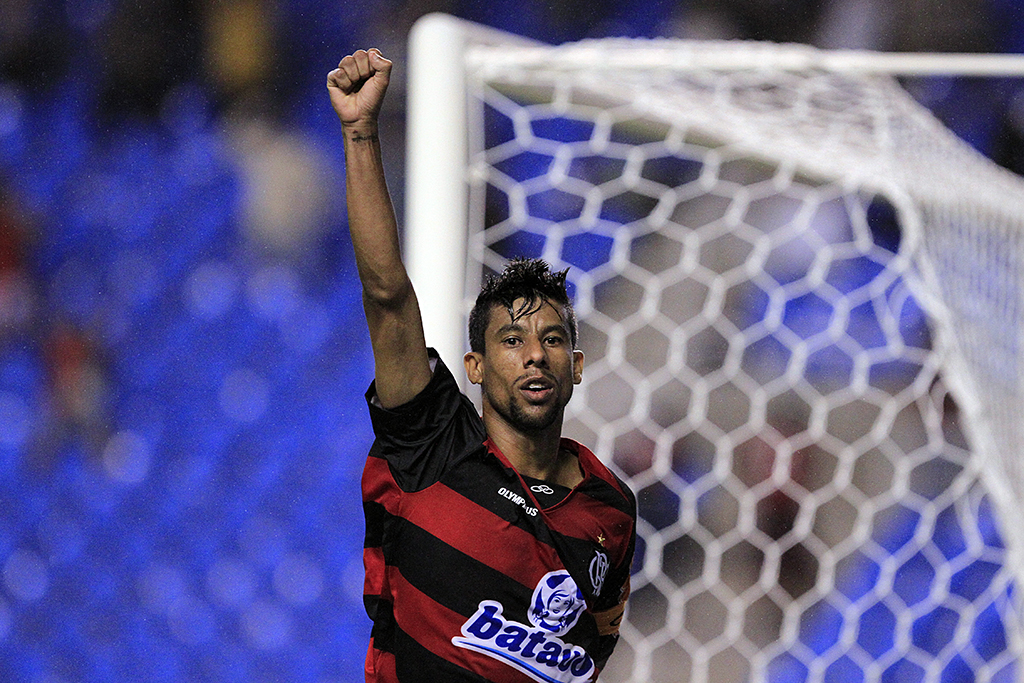
Leo Moura em partida contra o Botafogo pelo Campeonato Brasileiro de 2010.

Na estreia do Flamengo na Libertadores, contra o Universidad Católica, a equipe perdeu um jogador logo no começo do jogo. Em uma falta do lado esquerdo, Leo Moura bateu uma falta com perfeição, abrindo o placar ainda no primeiro tempo, e ainda no segundo tempo em um contra-ataque, partiu com a bola e com um belo toque deixou Adriano na cara do gol para fechar o placar, sendo o jogo mais lembrado pelo jogador até hoje. No Campeonato Brasileiro de 2010, o Flamengo ficou apenas em 14º lugar, tendo lutado contra o rebaixamento; assim como toda equipe, o jogador não teve grande atuações, fazendo apenas um gol durante a competição. Nesta temporada, ultrapassou a marca de 300 jogos pelo Fla, ainda como dono da posição. 
No inicio de 2011, voltou a exibir seu grande futebol que o consagrou, conquistando mais uma vez o Carioca, sendo mais uma vez o melhor lateral direito da competição.[carece de fontes?] No Campeonato Brasileiro, o lateral teve uma campanha regular e conseguiu classificar o Flamengo para a Libertadores pela quarta vez em sua passagem pelo clube, com a presença de Ronaldinho Gaúcho. No marcante Santos 4–5 Flamengo, deu a assistência para Thiago Neves fazer o segundo do Fla na partida (3 a 2).

#### Temporada de 2012
Em 2012, começou bem a temporada marcando gols na Libertadores, porém a equipe rubro-negra não conseguiu avançar para a segunda fase da competição.
No mesmo ano, no Brasileirão 2012, Leo perdeu um gol incrível na partida contra o Vasco (o Flamengo venceu por 1–0), válida pela 18ª rodada do Campeonato Brasileiro. Com 68,6% dos votos dos internautas, este lance foi eleito gol mais perdido da rodada, em enquete do programa "´É Gol!!", do SporTV.

#### Renovação de 2013 e 450 jogos
Em 2 de janeiro de 2013, depois de longa novela em torno de sua renovação com o Flamengo, novela esta que aproximou o jogador ao recém-promovido à Série A Goiás, fechou por mais um ano com o clube. O lateral, entretanto, teve de aceitar uma redução de seus vencimentos. Depois de um ano e meio sem marcar gols, voltou a marcar na vitória de 2 a 1 contra o Santos, em partida válida pelo Campeonato Brasileiro.
Em 6 de outubro, chegou à marca de 450 jogos com a camisa do Flamengo no clássico contra o Vasco da Gama, que acabou terminando no empate por 1 a 1, em partida válida pela 26ª rodada do Campeonato Brasileiro.

#### Renovação de 2014 e o top 10 de mais jogos
No dia 18 de dezembro, foi anunciada a renovação do seu contrato com o Flamengo até o fim de 2014.
Em 22 de fevereiro de 2014, entrou no Top 10 de jogadores que mais vestiram a camisa Rubro-Negra atingindo a marca de 468 jogos e chegando a 10ª posição, ultrapassando o ex-meia Zinho. No jogo, o Flamengo venceu o Resende por 3–0. No terceiro gol, foi ele quem começou a jogada após um lençol no marcador.
Na final do Carioca, contra o Vasco da Gama, cobrou, aos 45 do segundo tempo, o escanteio que, após cabeceada na trave por Wallace Reis, resultou em gol de Márcio Araújo (em posição irregular), confirmando seu 5° título estadual e 33° do Flamengo.

#### 500 jogos
Em 4 de outubro de 2014, atingiu a marca de 500 jogos pelo Flamengo em partida entre o Flamengo e o Santos no Maracanã, válida pela 26ª rodada do Campeonato Brasileiro. O rubro-negro foi derrotado por 1–0, gol de Robinho. Léo Moura, renovou com o Flamengo até o final do Campeonato Carioca de 2015.
| “ | É uma marca importante demais para qualquer jogador, e comigo não é diferente. É grande a emoção de estar completando essa marca. E é comemorar até o juiz apitar o início do jogo. Depois é guerra, é batalha. Quero vencer o jogo, senão nada disso vai ser completo. (...) | ” |

#### A saída
Em 23 de fevereiro de 2015, em conjunto com o Flamengo, anunciou a sua saída para o Fort Lauderdale Strikers, dos Estados Unidos.
| “ | Eu só queria deixar claro que queria estar à disposição para ficar com meus companheiros esses dias. Quis mostrar que estou com a cabeça 100% no Flamengo. Não é uma despedida ainda. Estou com meus companheiros. | ” |

Com isso, chegou ao fim a maior longevidade de então de um jogador de linha na elite do futebol nacional. Contando goleiros, Apenas três jogadores estavam há mais tempo em suas respectivas equipes do que estava Léo Moura. Além disso, ele deixou a Gávea sendo o sétimo jogador que mais defendeu as cores rubro-negra.
Leo chegou ao final de sua jornada com a camisa rubro-negra conquistado 9 títulos, o mesmo número de conquistas que Botafogo, Fluminense e Vasco tiveram desde o dia em que o atleta estreou pelo rubro-negro carioca. Além disso, durante o tempo em que ficou no clube, nada menos que oito presidentes e 15 técnicos (sem contar interinos e repetições de treinadores) passaram pela Gávea. A camisa do time contou com três fornecedores diferentes e sete patrocinadores.
Em entrevista dada ao GloboEsporte.com, em agosto de 2015, Leo informou que acredita que sua saída do clube foi sugerida pelo então treinador Vanderlei Luxemburgo.
| “ | A interferência foi total do treinador junto com a diretoria. Ele comandava o time e tinha o respaldo para fazer isso, que culminou com a antecipação da minha saída. Já tinha a proposta do Strikers desde janeiro, mas queria dar a resposta na pré-temporada, achava que a opinião poderia mudar. Quando se faz um contrato só até o fim de um campeonato, por três meses, vejo que alguma coisa negativa ia acontecer. Alguma maldade estava sendo preparada. Eles tiveram um mês após o Brasileirão para decidirem e já poderiam ter falado ali. Não tiveram coragem no momento, esperaram começar uma nova temporada. Aceitei porque quis, queria ficar. Meu desejo não era sair, esperava renovar até o fim do ano. Depois, pelo que foi acontecendo até na pré-temporada, achei que era o momento de sair. Até para não perder o respeito pelo ser humano. | ” |

#### Jogos de despedida
Sua última partida oficial pelo clube aconteceu no dia 1 de março de 2015, pela sétima rodada do Campeonato Carioca, contra o Botafogo, no Maracanã lotado com torcida total de 49.833 torcedores, que viram o Flamengo perder por 1–0 (detalhe que o jogo aconteceu no dia dos 450 anos do Rio de Janeiro).
No dia 4 de março de 2015, se despediu da torcida do Mengão em uma partida amistosa no Maracanã, para mais de 30.620 pagantes, contra o Nacional do Uruguai, conquistando a vitória por 2–0. Antes do jogo, foi homenageado com uma placa entregue por Zico (a curiosidade é que o lateral participou do jogo de despedida de Zico, na década de 1990, sendo um dos garotos a entrarem em campo com o time).
| “ | Acho que consegui cumprir o meu papel no Flamengo, pois foram dez anos e tirando 2010 conquistei pelo menos um título por temporada. Portanto, saio com a cabeça erguida e triste por estar deixando essa nação. | ” |

#### Ação na Justiça
Em outubro de 2016, o departamento jurídico do Flamengo recebeu uma notificação de uma ação judicial impetrada pelo atleta. O jogador cobrava o pagamento de horas extras e adicional noturno, além do direito de arena (televisão) no período de 2011 a 2015.
Alguns dias após a notícia ser divulgada pela imprensa, Léo Moura, jogando pelo Santa Cruz, entrou em campo pela primeira vez numa partida contra o Flamengo, após sair do clube. Antes mesmo de pisar no gramado do Pacaembu, Léo Moura recebeu vaias da torcida. E isso aconteceu sempre que ele tocava na bola. Após a partida, ele deixou o campo em silêncio, e não quis dar entrevista.

### Fort Lauderdale Strikers
Assinou um contrato de três anos com o Strikers, clube pelo qual recebeu a camisa 10. A escolha do número da camisa foi uma homenagem ao período em que defendeu o Flamengo.
Na partida de estreia, em 4 de abril, contra o NY Cosmos, perdeu por 1–0, gol do também brasileiro Leo Fernandes. Foram 11 691 torcedores no Lockhart Stadium, local da disputa, e um recorde de público para os Strikers no retorno da North American Soccer League (NASL).
Em sua segunda partida, em 11 de abril, marcou seu primeiro gol com a nova camisa, de pênalti, no fim do primeiro tempo, abrindo o caminho para o triunfo sobre o Jacksonville Armada por 2 a 1. Além de marcar o seu, participou do segundo gol da equipe, relembrando seus tempos de lateral após iniciar a jogada cruzando pela direita.
Rafael Bertani, presidente do conselho de administração do clube americano, confirmou a rescisão de Léo em 27 de julho de 2015, após os dirigente entenderem que não havia mais clima para o jogador continuar no clube devido as suas tentativas de voltar ao Brasil.
Sua última partida pelo Strikers foi um amistoso em Campinas em 20 de julho de 2015, onde seu time perdeu para a Ponte Preta pelo placar de 4 a 0. Saiu do clube com 9 jogos pela NASL e o amistoso contra a Ponte, tendo conquistando três vitórias, dois empates, cinco derrotas e dois gols.

### Goa
Em 1 de agosto de 2016, confirmou seu acerto com o time indiano Goa.
| “ | Em setembro vou para a Índia. Já estou arrumando as malas. Vou para o time do Zico, o Goa, e fico lá até dezembro. | ” |

A temporada no país asiático é curta, começando em 3 de outubro e se encerrando em 6 de dezembro. Depois disso, o jogador aproveitaria as férias de fim de ano e, em 2016, já estaria livre para assinar com qualquer outro time.
Encerrou sua passagem pelo time indiano com o vice-campeonato da Superliga Indiana de 2015, em que foi o "garçom" do campeonato com o número de oito assistências.

### Metropolitano
No dia 2 de fevereiro de 2016, o Metropolitano, de Santa Catarina, anunciou a contratação do lateral para disputar o Campeonato Catarinense. Depois de pouco mais de um mês e apenas seis jogos, Léo anunciou que estava de saída do clube após acertar com o Santa Cruz.

### Santa Cruz
Na metade do mês de março, acertou com o Santa Cruz até o fim da Série A. No dia 1 de maio, o Santa Cruz conquistou a Copa do Nordeste. Este foi, portanto, seu primeiro título no profissional fora do Flamengo. Ao todo, Léo Moura disputou apenas quatro minutos em todo o torneio (ele chegou ao clube após a disputa da partida de ida da semifinal), mas o suficiente para adicionar mais este troféu em seu currículo. Marcou três gols pelo clube: no empate sobre o Internacional por 1–1 no Beira-Rio, na vitória sobre o América Mineiro por 1–0 no Arruda e na vitória sobre o Grêmio por 5–1 no Arruda. Curiosamente, os dois primeiros gols que marcou pelo Tricolor foram de cabeça.

### Grêmio
Depois da temporada de 2016, em que atuou a maioria dos jogos pelo Santa Cruz, tendo inclusive feito um gol no Internacional, no empate deste em 1–1, em 10 de janeiro de 2017, foi oficializado pelo Grêmio, assinando contrato até dezembro de 2017.
Marcou seu primeiro gol pelo Grêmio na vitória fora de casa por 2–0 contra o Zamora, na Venezuela, pela primeira rodada da fase de grupos da Copa Libertadores da América. Após a vitória do Grêmio por 2–1 na casa do Lanús, Léo Moura, aos 39 anos conseguiu conquistar a sua tão sonhada Taça Libertadores da América. Ele ainda participou do Mundial de Clubes, onde o Tricolor Gaúcho venceu o Pachuca, do México, por 1–0 na semifinal, e disputou a final da competição contra o Real Madrid do português Cristiano Ronaldo, então melhor jogador do mundo. O Grêmio de Léo Moura terminaria com o vice-campeonato mundial, após perder a final por 1–0 para o time espanhol, com gol de falta de CR7.
Em 2018, após a saída de Edílson para o Cruzeiro, Léo Moura começa o ano como titular do Grêmio. No decorrer da temporada, a idade começa a pesar e Léo começa a ser poupado de algumas partidas pelo técnico Renato Gaúcho e, ao mesmo tempo, um outro Leonardo, o Gomes, começa a se credenciar para uma vaga no time titular do Imortal. Léo Moura terminou 2018 como reserva no Grêmio, conquistando os títulos da Recopa e do Campeonato Gaúcho. Em 2019, Léo Moura continua como reserva de Leonardo Gomes e também ganha a concorrência de Rafael Galhardo, que chegou por empréstimo junto ao Vasco da Gama. Após a grave lesão sofrida por Leonardo Gomes no jogo de volta da semifinal da Copa do Brasil contra o Athletico, Léo Moura começa a ganhar mais oportunidades até o final da temporada, mas nem ele e nem Galhardo convencem e ambos acabam sendo liberados pelo clube ao final de 2019. Léo Moura deixou o Grêmio com 100 jogos disputados e com quatro títulos conquistados em três temporadas: uma Libertadores de 2017, uma Recopa-Sul Americana de 2018 e dois Campeonatos Gaúchos, em 2018 e 2019.

### Botafogo-PB
No dia 27 de janeiro de 2020, foi contratado pelo Botafogo Futebol Clube, da Paraíba, a fim de disputar a Série C de 2020.
Após disputar apenas doze partidas com a camisa do Belo, no dia 24 de outubro não renovou seu contrato e deixou o clube.

### Aposentadoria
Anunciou oficialmente a sua aposentadoria no dia 9 de março de 2021.
Léo Moura encerrou sua carreira como 5º defensor com mais gols no Campeonato Brasileiro e 3º lateral com mais gols na competição, com 33 gols em 497 jogos.

## Seleção Brasileira

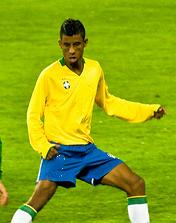
Léo Moura atuou apenas uma vez pela Seleção Brasileira, em 2008.

Em 2008, aos 29 anos, Léo Moura foi convocado pela primeira e única vez para a Seleção Brasileira. A equipe iria enfrentar a Irlanda, em um amistoso na cidade de Dublin. Ele foi chamado pelo técnico Dunga para ocupar a vaga de Maicon, da Internazionale, que estava machucado.
| “ | Eu já estava em casa, depois do treino, quando o Kleber Leite me ligou e perguntou se eu queria ouvir uma boa notícia. Logo que ele disse que eu havia sido convocado, pensei até que ele estava brincando. Não acreditei na hora. Passou um filme na minha cabeça e lembrei do meu início de carreira até o momento que vivo agora no Flamengo. Nem sei como explicar tanta felicidade. Quero aproveitar essa convocação para mostrar meu trabalho e lutar para estar sempre nas listas do Dunga. | ” |

Léo jogou a partida inteira, e, segundo a resenha pós-jogo feita pelo GloboEsporte.com, ele se destacou com uma boa atuação na peleja.
Na visão do jornalista esportivo Rica Perrone, Léo deveria ter sido mais vezes convocado. Em 2010, ele publicou em seu blog: "quem, nos últimos cinco anos, manteve a sequência de Léo naquela posição? Maicon e Daniel Alves, só. (...) não compreendo seu nome estar raramente na lista nos últimos anos."
Em 2013, Léo afirmou, em entrevista ao programa A Última Palavra, do canal Fox Sports, que não foi convocado mais vezes pois "Daniel Alves e Maicon estavam em fase melhor".

### Seleção "Craques do Brasileirão"
Em 2007, Léo jogou a partida em que a Seleção de Craques do Brasileirão derrotou por 3–0 a Seleção Olímpica. Nesta partida ele teve grande atuação e deu a assistência para o gol de Leandro Amaral, do Vasco.
| Nº | Data       | Local                               | Equipe                      | Placar | Adversário       | Gols | Assistências | Competição | Ref.   |
| -- | ---------- | ----------------------------------- | --------------------------- | ------ | ---------------- | ---- | ------------ | ---------- | ------ |
| 1  | 09/12/2007 | Estádio do Engenhão, Rio de Janeiro | Craques do Brasileirão 2007 | 3–0    | Seleção Olímpica | —    | 1            | Amistoso   | [ 73 ] |

## Estatísticas
Atualizadas até 4 de junho de 2016

### Clubes
| Clube             | Temporada         | Campeonato nacional | Campeonato nacional | Campeonato nacional | Copa nacional[a] | Copa nacional[a] | Copa nacional[a] | Competições continentais[b] | Competições continentais[b] | Competições continentais[b] | Outros torneios[c] | Outros torneios[c] | Outros torneios[c] | Total | Total | Total   |
| Clube             | Temporada         | Jogos               | Gols                | Assist.             | Jogos            | Gols             | Assist.          | Jogos                       | Gols                        | Assist.                     | Jogos              | Gols               | Assist.            | Jogos | Gols  | Assist. |
| ----------------- | ----------------- | ------------------- | ------------------- | ------------------- | ---------------- | ---------------- | ---------------- | --------------------------- | --------------------------- | --------------------------- | ------------------ | ------------------ | ------------------ | ----- | ----- | ------- |
| Germinal Beer     | 1999–00           | 33                  | 16                  | 0                   | —                | —                | —                | —                           | —                           | —                           | —                  | —                  | —                  | 33    | 16    | 0       |
| Germinal Beer     | Total             | 33                  | 16                  | 0                   | 0                | 0                | 0                | 0                           | 0                           | 0                           | 0                  | 0                  | 0                  | 33    | 16    | 0       |
| ADO Den Haag      | 2000–01           | 29                  | 12                  | 0                   | —                | —                | —                | —                           | —                           | —                           | —                  | —                  | —                  | 29    | 12    | 0       |
| ADO Den Haag      | Total             | 29                  | 12                  | 0                   | 0                | 0                | 0                | 0                           | 0                           | 0                           | 0                  | 0                  | 0                  | 29    | 12    | 0       |
| Botafogo          | 2001              | 24                  | 1                   | 0                   | —                | —                | —                | —                           | —                           | —                           | —                  | —                  | —                  | 24    | 1     | 0       |
| Botafogo          | Total             | 24                  | 1                   | 0                   | 0                | 0                | 0                | 0                           | 0                           | 0                           | 0                  | 0                  | 0                  | 24    | 1     | 0       |
| Vasco da Gama     | 2002              | —                   | —                   | —                   | 8                | 1                | 0                | —                           | —                           | —                           | 22                 | 5                  | 0                  | 30    | 6     | 0       |
| Vasco da Gama     | Total             | 0                   | 0                   | 0                   | 8                | 1                | 0                | 0                           | 0                           | 0                           | 22                 | 5                  | 0                  | 30    | 6     | 0       |
| Palmeiras         | 2002              | 9                   | 0                   | 0                   | —                | —                | —                | —                           | —                           | —                           | —                  | —                  | —                  | 9     | 0     | 0       |
| Palmeiras         | Total             | 9                   | 0                   | 0                   | 0                | 0                | 0                | 0                           | 0                           | 0                           | 0                  | 0                  | 0                  | 9     | 0     | 0       |
| São Paulo         | 2003              | 21                  | 0                   | 0                   | 5                | 0                | 0                | 3                           | 0                           | 0                           | 9                  | 1                  | 0                  | 38    | 1     | 0       |
| São Paulo         | Total             | 21                  | 0                   | 0                   | 5                | 0                | 0                | 3                           | 0                           | 0                           | 9                  | 1                  | 0                  | 38    | 1     | 0       |
| Fluminense        | 2004              | 41                  | 0                   | 0                   | 4                | 1                | 0                | —                           | —                           | —                           | 14                 | 1                  | 0                  | 59    | 2     | 0       |
| Fluminense        | Total             | 41                  | 0                   | 0                   | 4                | 1                | 0                | 0                           | 0                           | 0                           | 14                 | 1                  | 0                  | 59    | 2     | 0       |
| Braga             | 2004–05           | 8                   | 0                   | 0                   | —                | —                | —                | —                           | —                           | —                           | —                  | —                  | —                  | 8     | 0     | 0       |
| Braga             | Total             | 8                   | 0                   | 0                   | 0                | 0                | 0                | 0                           | 0                           | 0                           | 0                  | 0                  | 0                  | 8     | 0     | 0       |
| Flamengo          | 2005              | 33                  | 7                   | 0                   | —                | —                | —                | —                           | —                           | —                           | —                  | —                  | —                  | 33    | 7     | 0       |
| Flamengo          | 2006              | 27                  | 1                   | 1                   | 11               | 1                | 2                | —                           | —                           | —                           | 13                 | 0                  | 4                  | 51    | 2     | 7       |
| Flamengo          | 2007              | 36                  | 5                   | 7                   | —                | —                | —                | 8                           | 0                           | 4                           | 12                 | 0                  | 2                  | 56    | 5     | 13      |
| Flamengo          | 2008              | 35                  | 8                   | 3                   | —                | —                | —                | 7                           | 1                           | 0                           | 15                 | 4                  | 0                  | 57    | 13    | 3       |
| Flamengo          | 2009              | 32                  | 4                   | 6                   | 5                | 1                | 0                | —                           | —                           | —                           | 17                 | 2                  | 4                  | 54    | 7     | 10      |
| Flamengo          | 2010              | 35                  | 1                   | 4                   | —                | —                | —                | 10                          | 2                           | 4                           | 13                 | 1                  | 4                  | 58    | 4     | 12      |
| Flamengo          | 2011              | 35                  | 0                   | 8                   | 4                | 0                | 1                | 2                           | 0                           | 0                           | 19                 | 1                  | 6                  | 60    | 1     | 15      |
| Flamengo          | 2012              | 23                  | 0                   | 2                   | —                | —                | —                | 7                           | 3                           | 0                           | 12                 | 1                  | 3                  | 42    | 4     | 5       |
| Flamengo          | 2013              | 26                  | 2                   | 3                   | 11               | 1                | 0                | —                           | —                           | —                           | 14                 | 0                  | 2                  | 51    | 3     | 5       |
| Flamengo          | 2014              | 33                  | 1                   | 0                   | 4                | 0                | 0                | 4                           | 0                           | 1                           | 9                  | 0                  | 0                  | 50    | 1     | 1       |
| Flamengo          | 2015              | —                   | —                   | —                   | 1                | 0                | 0                | —                           | —                           | —                           | 7                  | 0                  | 1                  | 8     | 0     | 1       |
| Flamengo          | Total             | 315                 | 28                  | 34                  | 36               | 3                | 3                | 38                          | 6                           | 9                           | 131                | 9                  | 26                 | 519   | 47    | 72      |
| Strikers          | 2015              | 9                   | 2                   | 2                   | 1                | 0                | 0                | —                           | —                           | —                           | —                  | —                  | —                  | 10    | 2     | 2       |
| Strikers          | Total             | 9                   | 2                   | 2                   | 1                | 0                | 0                | 0                           | 0                           | 0                           | 0                  | 0                  | 0                  | 10    | 2     | 2       |
| Goa               | 2015              | 16                  | 2                   | 8                   | —                | —                | —                | —                           | —                           | —                           | —                  | —                  | —                  | 16    | 2     | 8       |
| Goa               | Total             | 16                  | 2                   | 8                   | 0                | 0                | 0                | 0                           | 0                           | 0                           | 0                  | 0                  | 0                  | 16    | 2     | 8       |
| Metropolitano     | 2016              | —                   | —                   | —                   | —                | —                | —                | —                           | —                           | —                           | 6                  | 0                  | 1                  | 6     | 0     | 1       |
| Metropolitano     | Total             | 0                   | 0                   | 0                   | 0                | 0                | 0                | 0                           | 0                           | 0                           | 6                  | 0                  | 1                  | 6     | 0     | 1       |
| Santa Cruz        | 2016              | 6                   | 0                   | 1                   | 2                | 0                | 0                | —                           | —                           | —                           | 4                  | 0                  | 0                  | 8     | 0     | 0       |
| Santa Cruz        | Total             | 6                   | 0                   | 1                   | 2                | 0                | 0                | 0                           | 0                           | 0                           | 4                  | 0                  | 0                  | 8     | 0     | 0       |
| Grêmio            | 2017              | 16                  | 0                   | 0                   | 2                | 0                | 0                | 9                           | 1                           | 0                           | 14                 | 2                  | 0                  | 41    | 3     | 0       |
| Grêmio            | 2018              | 18                  | 0                   | 0                   | 2                | 0                | 0                | 8                           | 0                           | 0                           | 7                  | 1                  | 0                  | 35    | 1     | 0       |
| Grêmio            | 2019              | 19                  | 0                   | 0                   | 1                | 0                | 0                | 0                           | 0                           | 0                           | 3                  | 0                  | 0                  | 23    | 0     | 0       |
| Grêmio            | Total             | 53                  | 0                   | 0                   | 5                | 0                | 0                | 17                          | 1                           | 0                           | 24                 | 3                  | 0                  | 99    | 4     | 0       |
| Total na carreira | Total na carreira | 510                 | 61                  | 45                  | 56               | 5                | 3                | 41                          | 6                           | 9                           | 186                | 16                 | 27                 | 888   | 93    | 84      |

- a. ^ Jogos da Copa do Brasil
- b. ^ Jogos da Copa Libertadores e Copa Sul-Americana
- c. ^ Jogos do Campeonato Carioca, Campeonato Paulista, Torneio Rio–São Paulo e amistosos

### Flamengo

#### Desempenho
Até o jogo contra o Cruzeiro (derrota do Fla por 3–0), no Brasileirão 2014
- Fonte: Blog Mengo em Número

| Ano   | Jogos | Vitórias | Empates | Derrotas | Aproveitamento (%) |
| ----- | ----- | -------- | ------- | -------- | ------------------ |
| 2005  | 32    | 12       | 8       | 12       | 45,83%             |
| 2006  | 47    | 20       | 13      | 14       | 51,77%             |
| 2007  | 56    | 28       | 14      | 14       | 58,33%             |
| 2008  | 57    | 33       | 10      | 14       | 63,74%             |
| 2009  | 54    | 30       | 16      | 8        | 65,43%             |
| 2010  | 58    | 23       | 17      | 18       | 49,42%             |
| 2011  | 58    | 28       | 22      | 8        | 60,91%             |
| 2012  | 39    | 13       | 11      | 15       | 42,73%             |
| 2013  | 50    | 27       | 13      | 10       | 62,66%             |
| 2014  | 21    | 7        | 6       | 8        | 42,85%             |
| Total | 472   | 221      | 130     | 121      | 54,37%             |

### Seleção Brasileira
Abaixo estão listados todos jogos e gols do futebolista pela Seleção Brasileira. Abaixo da tabela, clique em expandir para ver a lista detalhada dos jogos de acordo com a categoria selecionada.
Seleção principal
| Ano   |       |      |         |       |
| Ano   | Jogos | Gols | Assist. | Média |
| ----- | ----- | ---- | ------- | ----- |
| 2008  | 1     | 0    | 0       | 0     |
| Total | 1     | 0    | 0       | 0     |

|    | Data                   | Local                                    | Resultado | Adversário | Gols | Assist. | Competição |
| -- | ---------------------- | ---------------------------------------- | --------- | ---------- | ---- | ------- | ---------- |
| 1. | 6 de fevereiro de 2008 | Croke Park, Dublin, República da Irlanda | 1–0       | Irlanda    | 0    | 0       | Amistoso   |

## Títulos
Botafogo
- Campeonato Carioca Sub-20: 1998
- Torneio Octávio Pinto Guimarães: 1997

Flamengo
- Campeonato Brasileiro: 2009
- Copa do Brasil: 2006, 2013
- Campeonato Carioca: 2007, 2008, 2009, 2011, 2014
- Taça Guanabara: 2007, 2008, 2011, 2014
- Taça Rio: 2009, 2011
- Torneio Super Clássicos: 2013, 2014, 2015
- Torneio Super Series: 2015
- Troféu 125 anos de Uberlândia: 2013

Santa Cruz
- Copa do Nordeste: 2016
- Campeonato Pernambucano: 2016

Grêmio
- Copa Libertadores da América: 2017
- Recopa Sul-Americana: 2018
- Campeonato Gaúcho: 2018, 2019
- Recopa Gaúcha: 2019

### Prêmios individuais
- Bola de Prata: 2007
- Prêmio Craque do Brasileirão (Melhor lateral-direito): 2006, 2007, 2008 e 2009
- Seleção do Campeonato Gaúcho: 2017